# Mustla (Saarde)
Mustla is een plaats in de Estlandse gemeente Saarde, provincie Pärnumaa. De plaats heeft de status van dorp (Estisch: küla).

## Bevolking
Het dorp had 18 inwoners op 31 december 2011 en 12 inwoners op 31 december 2021.

## Ligging
Ten zuiden van Mustla ligt het natuurreservaat Sanga looduskaitseala (152,4 ha). De Põhimaantee 6, de hoofdweg van Pärnu naar Valga, loopt langs Mustla.

## Geschiedenis
Mustla ontstond pas rond 1900 als nederzetting op het landgoed Tignitz (het tegenwoordige Tihemetsa). De naam luidde oorspronkelijk Mustlaküla (in cyrillisch schrift Мустлакюла), vanaf 1923 Mustla.